# Opostomias micripnus
Opostomias micripnus – gatunek głębinowej ryby z rodziny wężorowatych (Stomiidae). Jest największym gatunkiem w tej rodzinie: osobniki Opostomias micripnus osiągają 50 cm długości.